# یواس‌اس گاسکوناد (ای‌پی‌ای-۸۵)
یواس‌اس گاسکوناد (ای‌پی‌ای-۸۵) (به انگلیسی: USS Gasconade (APA-85)) یک کشتی بود که طول آن ۴۲۶ فوت (۱۳۰ متر) بود. این کشتی در سال ۱۹۴۵ ساخته شد.